# Serrodes javana
Serrodes javana är en fjärilsart som beskrevs av Walter Karl Johann Roepke 1941. Serrodes javana ingår i släktet Serrodes och familjen nattflyn. Inga underarter finns listade i Catalogue of Life.